# Alagna Valsesia
Alagna Valsesia is een gemeente in de Italiaanse provincie Vercelli (regio Piëmont) en telt 451 inwoners (31-12-2004). De oppervlakte bedraagt 72,5 km², de bevolkingsdichtheid is 6 inwoners per km².
De volgende frazioni maken deel uit van de gemeente: Resiga, Riale, Pedemonte, Piane, Otro, Dosso, Goreto.

## Demografie
Alagna Valsesia telt ongeveer 218 huishoudens. Het aantal inwoners steeg in de periode 1991-2001 met 5,8% volgens cijfers uit de tienjaarlijkse volkstellingen van ISTAT.
| Jaar | Inwoneraantal |
| ---- | ------------- |
| 1991 | 432           |
| 2001 | 457           |

## Geografie
De gemeente ligt op ongeveer 1154 m boven zeeniveau.
Alagna Valsesia grenst aan de volgende gemeenten: Gressoney-La-Trinité (AO), Macugnaga (VB), Rima San Giuseppe, Riva Valdobbia, Zermatt (CH-VS).

## Externe link

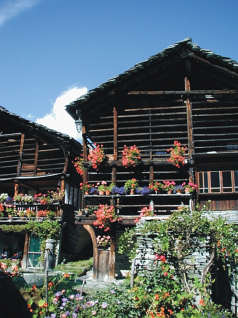
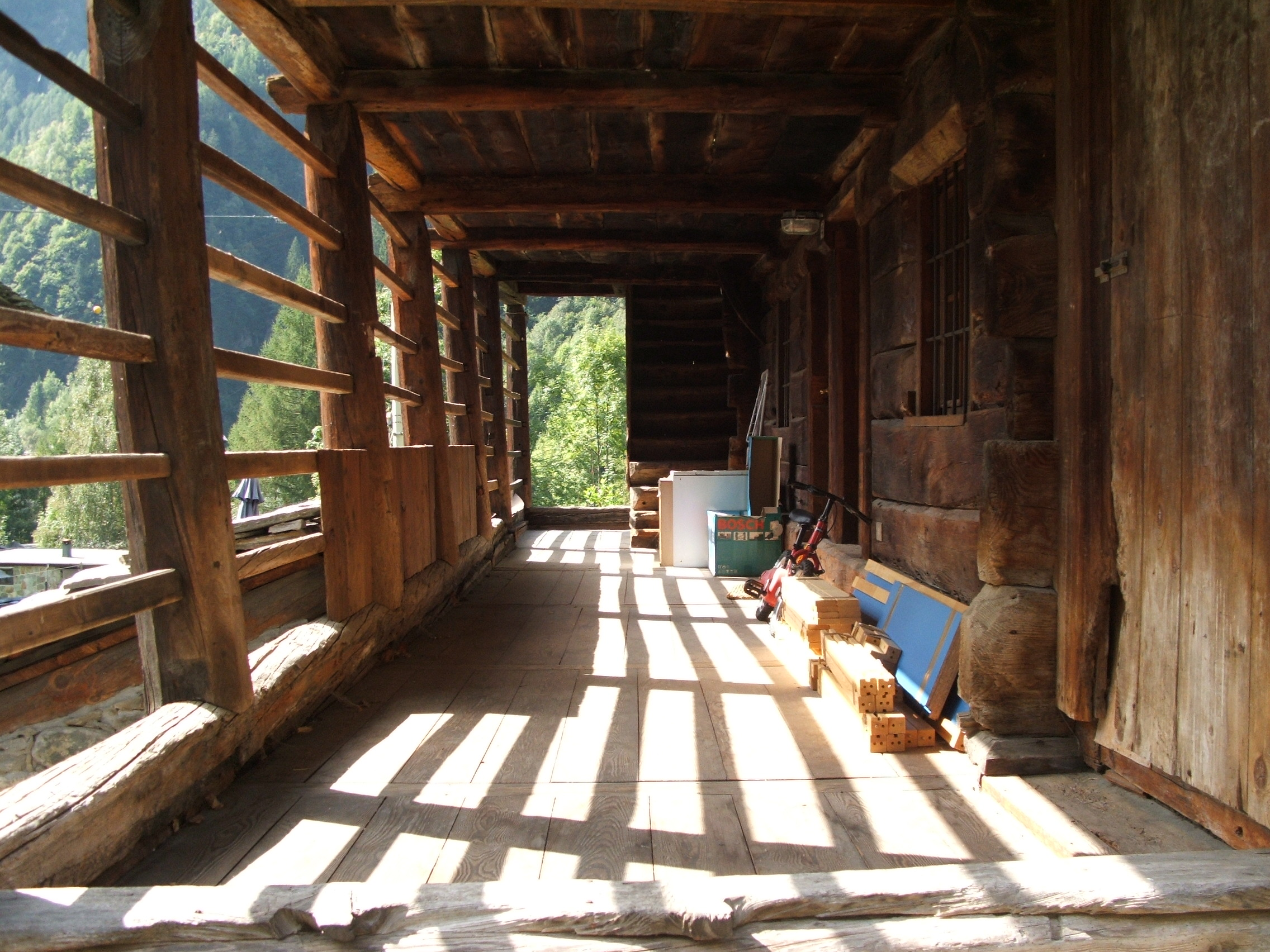
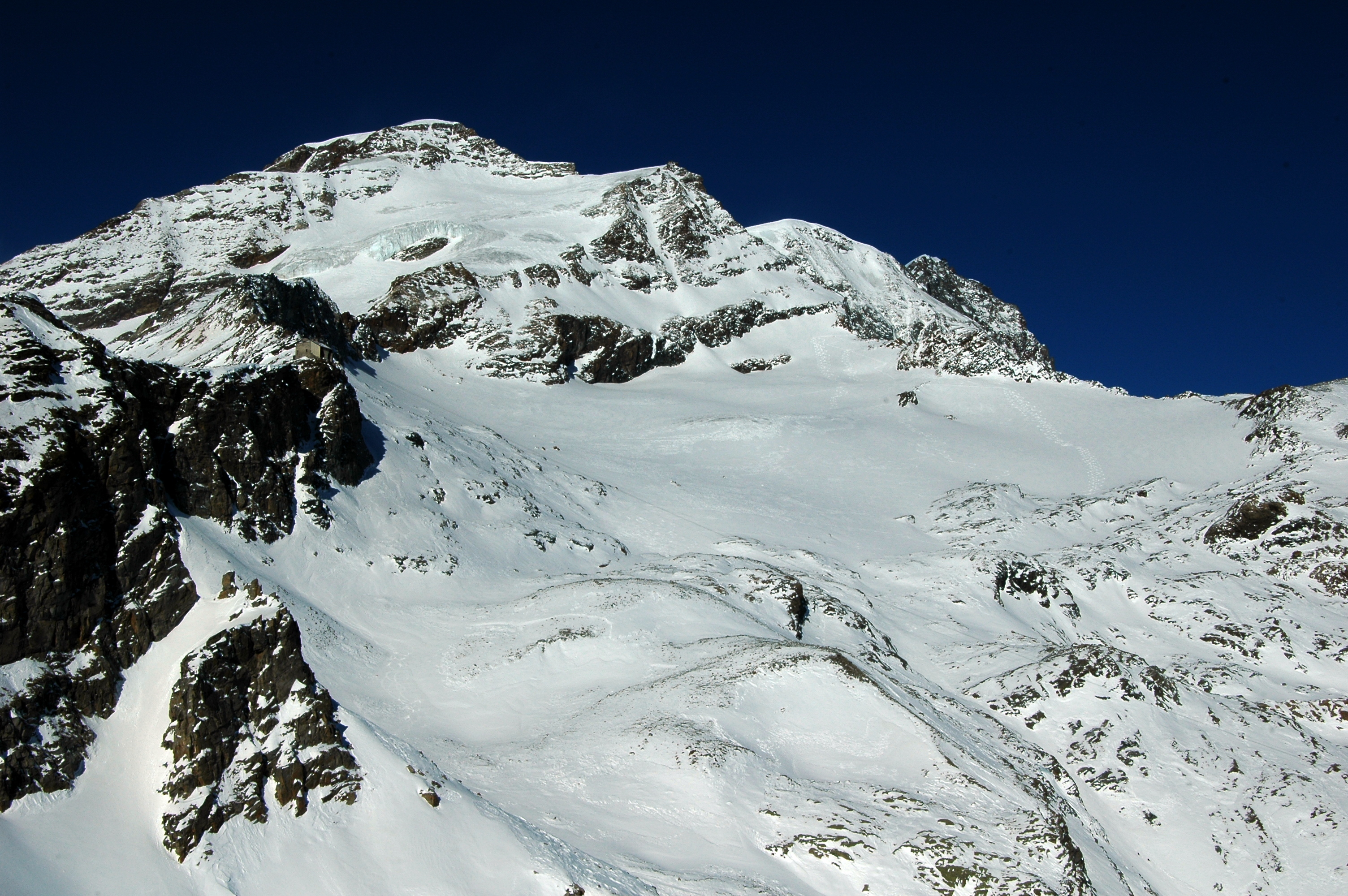
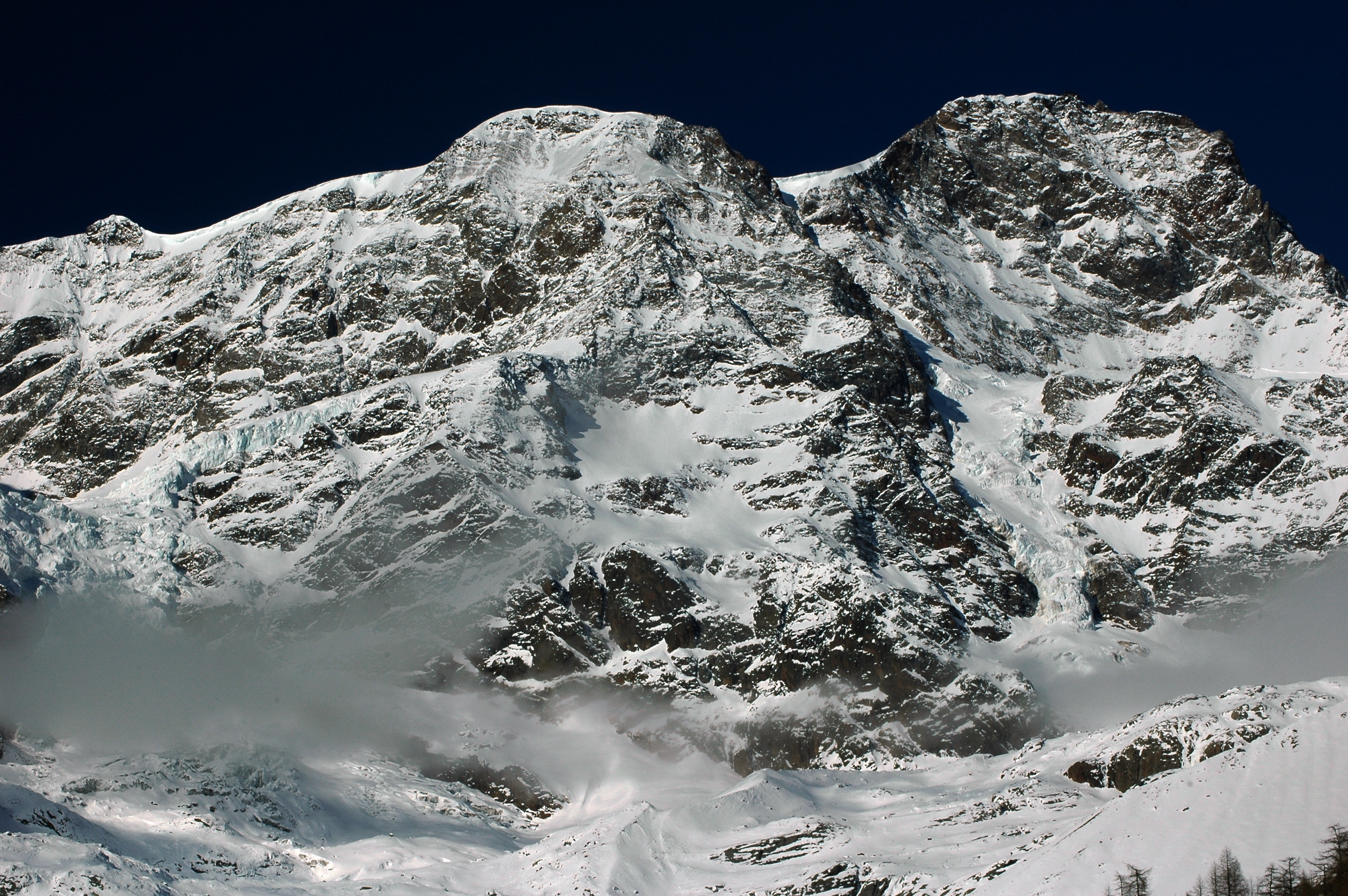
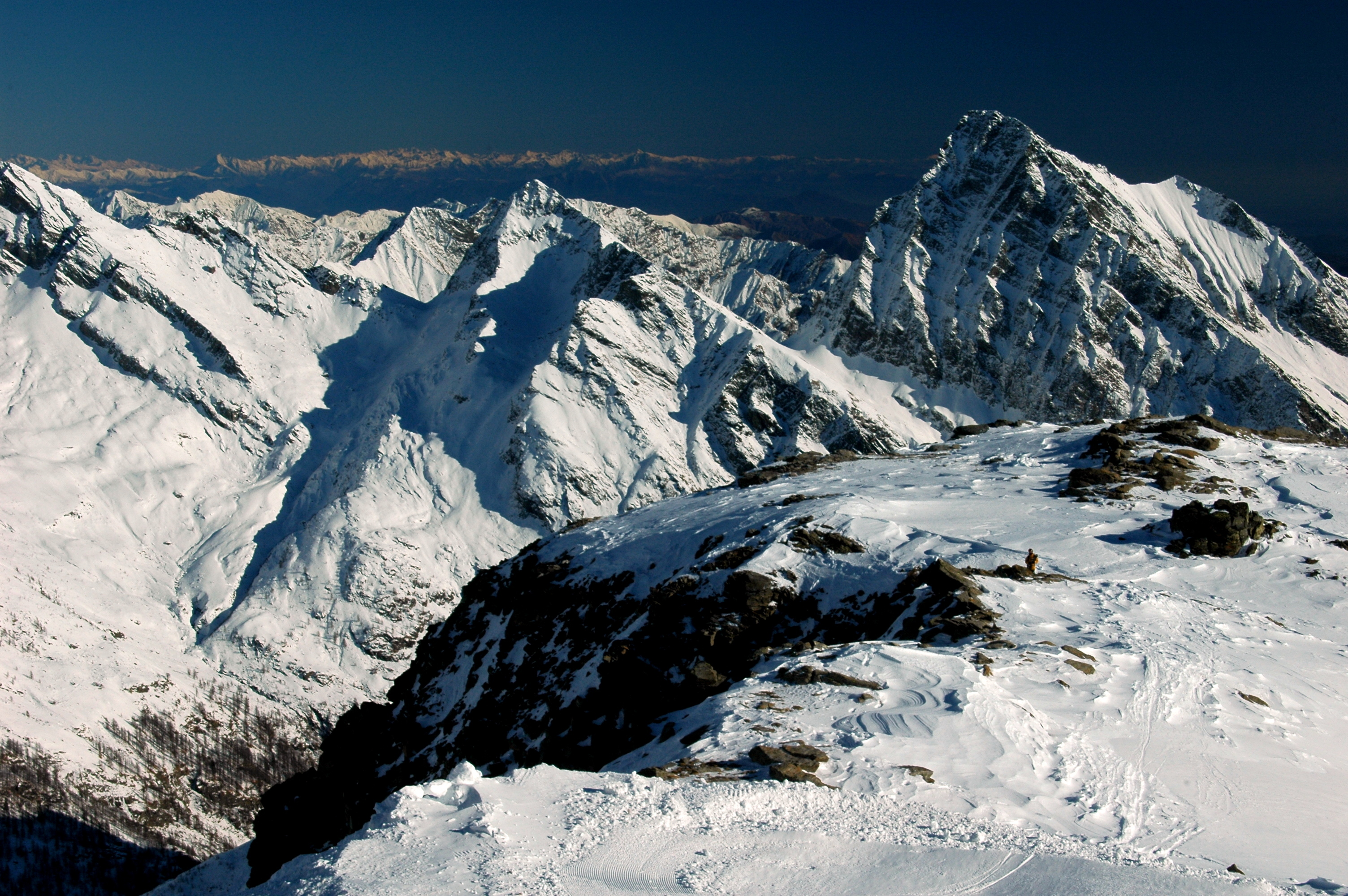
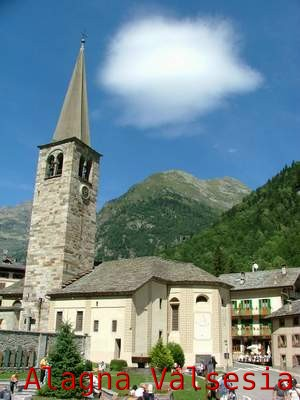
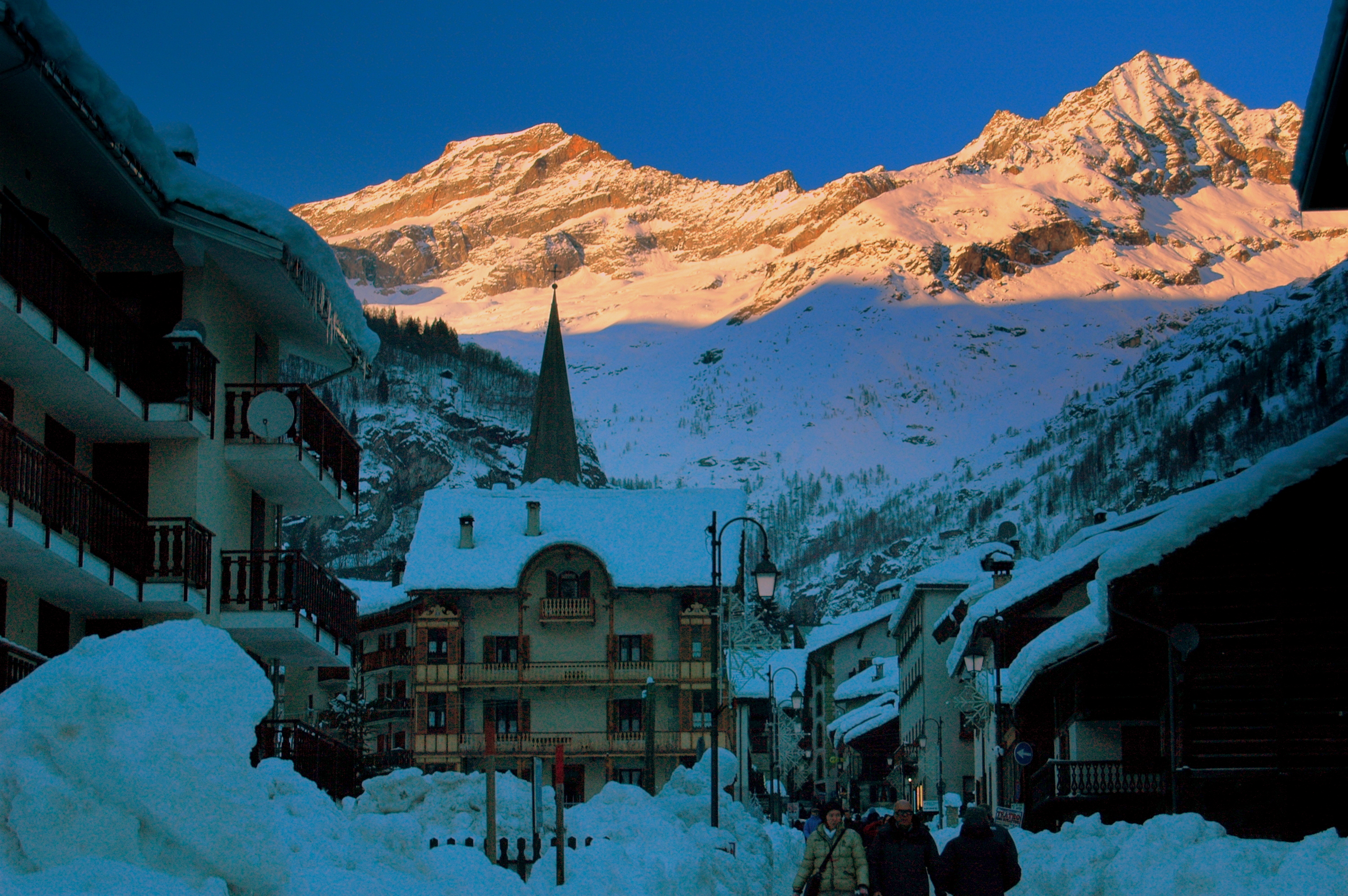
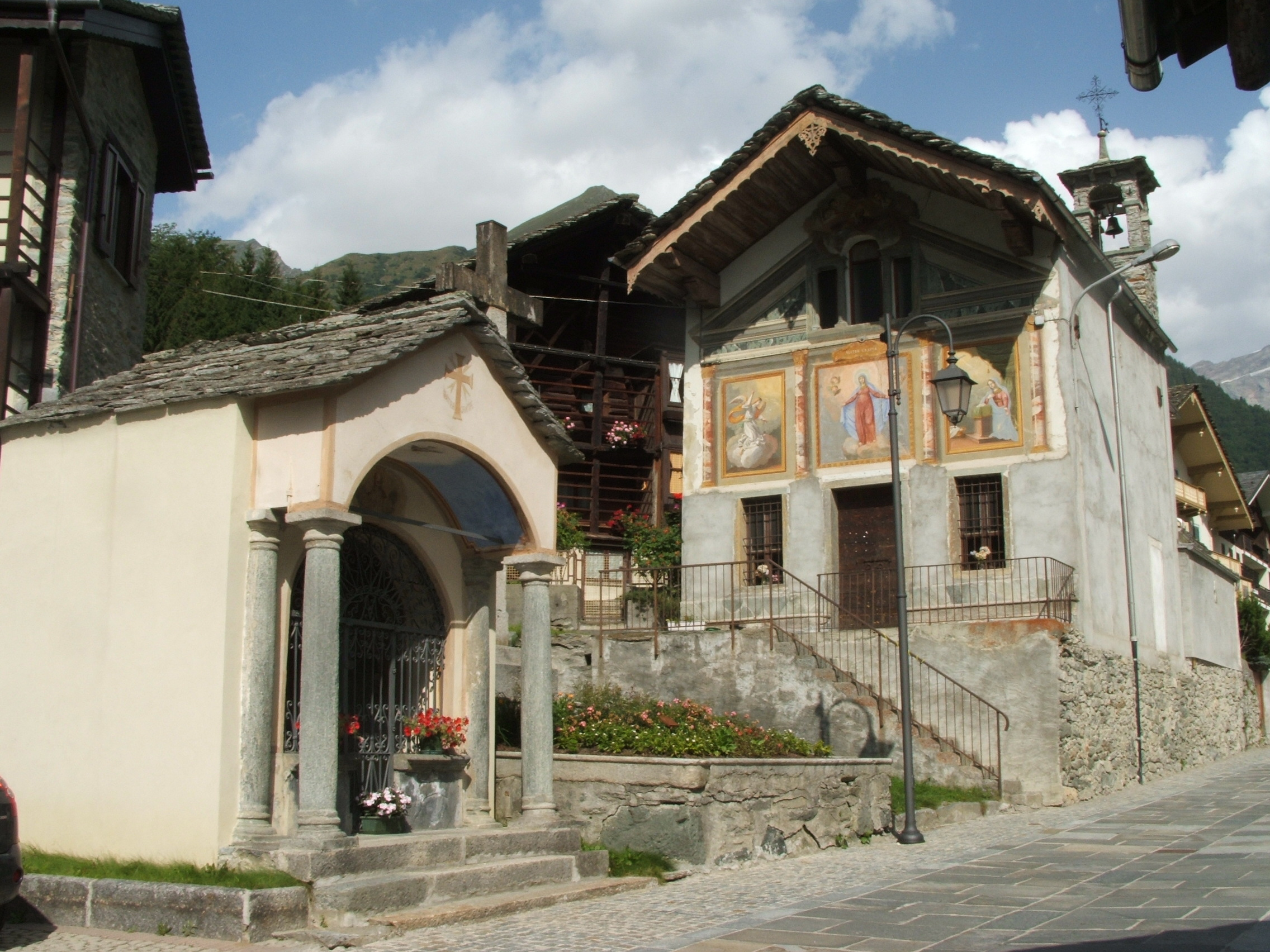
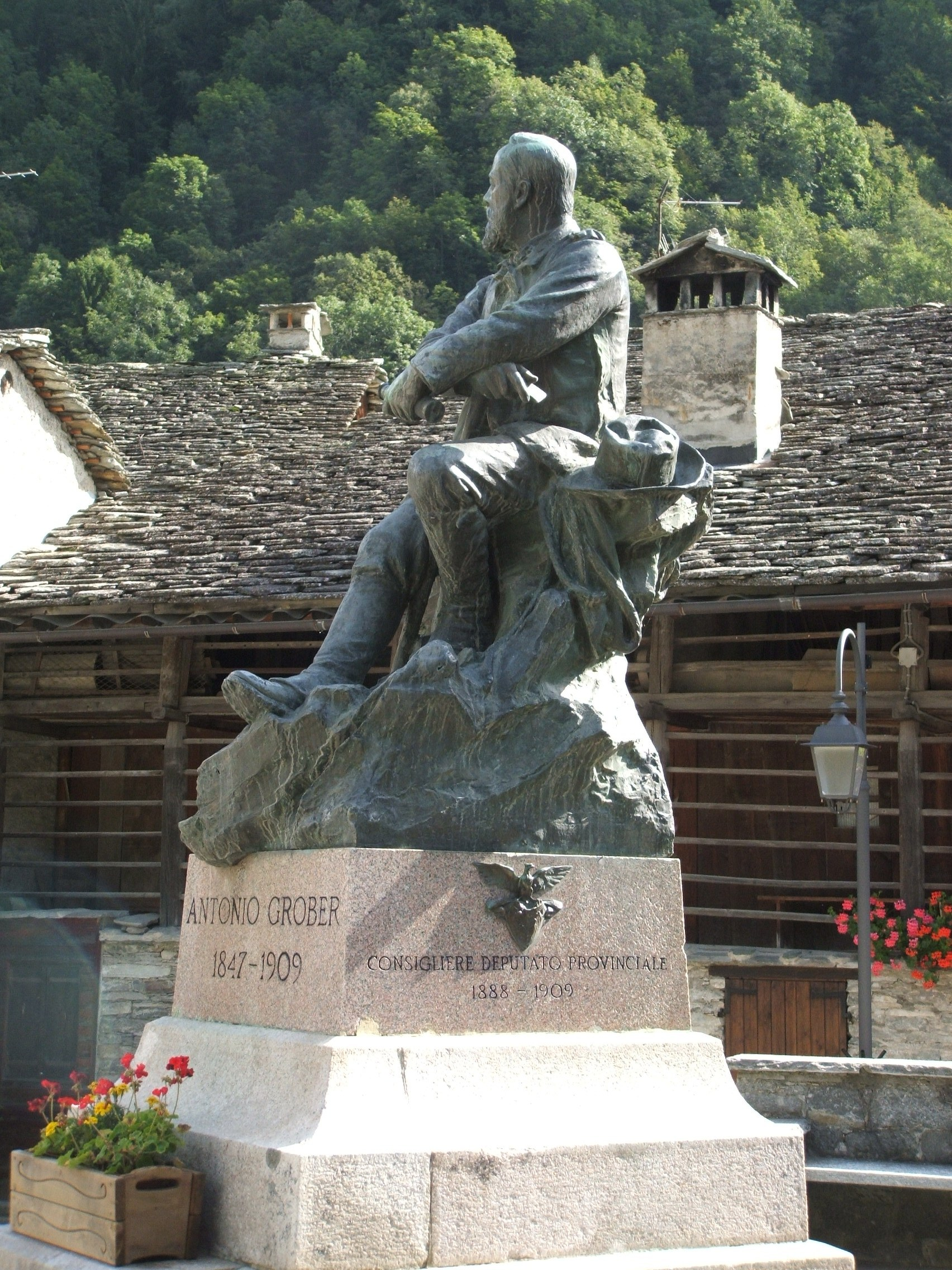
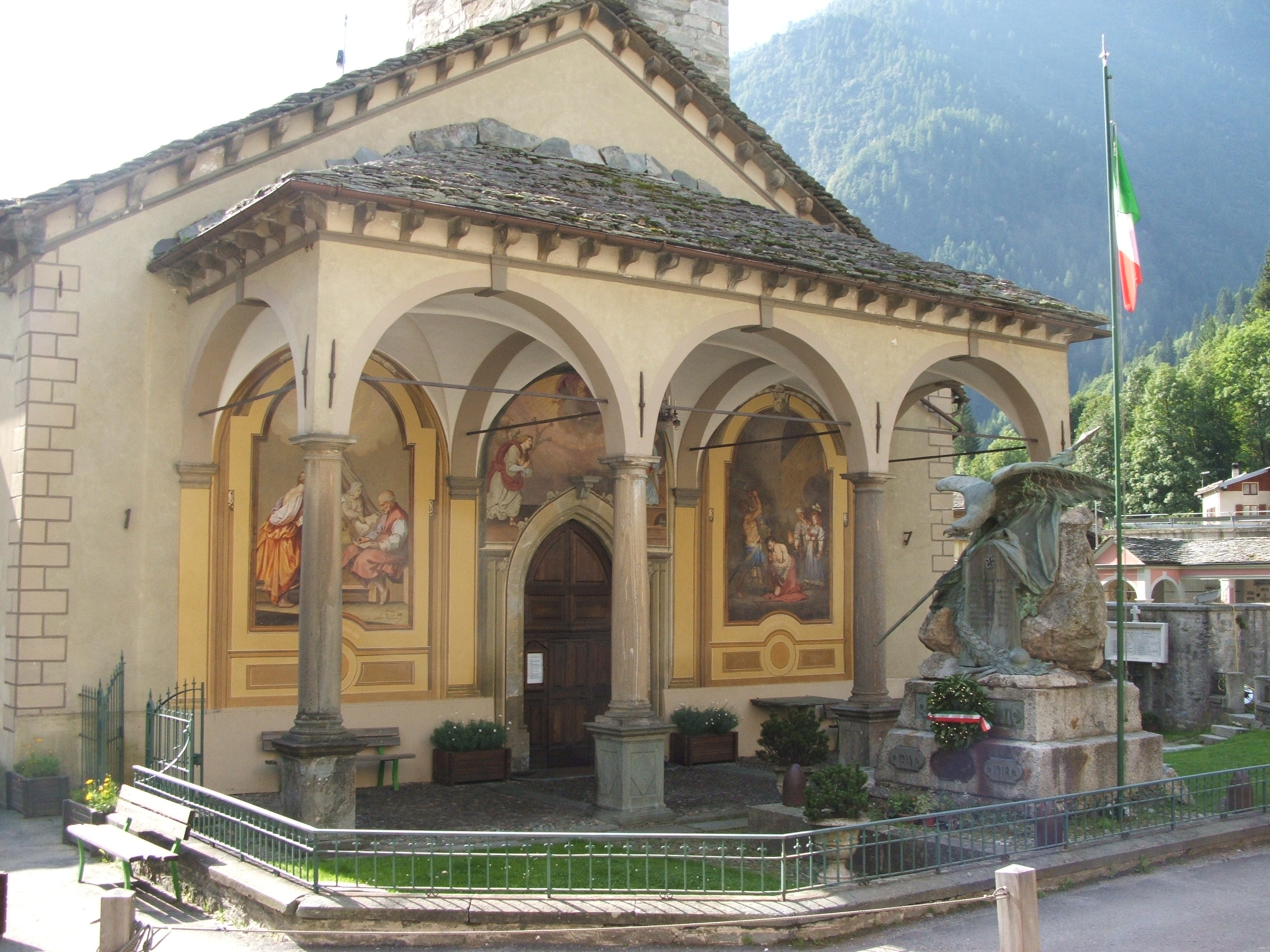